# Amman Rotana
L'  Amman Rotana est un gratte-ciel construit à Amman en Jordanie de 2010 à 2016. Il mesure 188 mètres de hauteur pour 50 étages et 7 niveaux de sous-sol.
C'est le plus haut édifice de Jordanie .
Il abrite un hôtel de la chaîne Rotana comprenant 427 chambres 
L'architecte est la société SIGMA .